# Mosty Osobowickie
Most Osobowicki (niem. Gröschelbrücke) – kamienno-ceglany most przez Odrę, w północnej części Wrocławia. Wybudowany w 1897 podczas kompleksowej przebudowy rzecznego systemu komunikacyjnego miasta. Składa się z dwóch części – jednoprzęsłowej południowej, przerzuconej nad kanałem prowadzącym do śluzy i do portu rzecznego i ośmioprzęsłowej północnej. 
Drewniany poprzednik współczesnego Mostu Osobowickiego położony był o około 700 metrów na zachód (w dół rzeki); prowadząca niegdyś przezeń do wsi Osobowice (niem. Oswitz), Różanka (Rosenthal) i do Cmentarza Osobowickiego (wcześniej do znajdujących się w miejscu cmentarza pól Polanka – Polinke Acker) ulica – Oswitzerstraße, wcześniej Oswitzer Weg – została zlikwidowana (na jej miejscu znajdują się obecnie baseny i bocznice portu), natomiast współczesna ulica Osobowicka biegnąca po północnym brzegu Odry nazywała się wcześniej Oswitzer Chausee. Stary most miał tylko dwa przęsła, każde o długości 24,40 m, o konstrukcji w postaci dźwigarów Howe'a. Szerokość jezdni między dźwigarami wynosiła 5,25 m, z obustronnymi chodnikami po 1,75 m. Most powstał w końcu XVIII wieku, gdy przekopano obecny bieg tego odcinka Starej Odry. Służył początkowo jako prywatny dojazd do zlokalizowanej na Osobowicach cegielni. W 1812 został przejęty przez miasto i udostępniony publicznie, jednak pobierano na nim myto w wysokości 1 srebrnego grosza za furmankę, a dla pieszych – 2 fenigów, określanych potocznie jako grosik (Gröschel), co dało mostowi nazwę. Most był przerzucony tylko nad samą rzeką i wjazd odbywał się poprzez rampy, dojazdy znajdowały się natomiast na terenach zalewowych i w czasie wysokiej wody szlak był nieprzejezdny. 
Nową przeprawę zdecydowano się wznieść w związku z budową nowego Kanału Miejskiego (na południe od dotychczasowej Starej Odry) oraz Portu Miejskiego. Zdecydowano się przy tym na większe zwymiarowanie profilu jezdni, niż wymagałyby tego bieżące potrzeby, w związku z powiększeniem cmentarza komunalnego na Osobowicach. Uwzględniono też plany budowy przebiegającej nowym mostem linii tramwajowej oraz kolejki wąskotorowej, budując dwa trójszynowe tory (w splocie). Jednoprzęsłowy most południowy zrealizowano jako stalowy most belkowy, z żelbetową płytą pomostu i ażurową stalową balustradą. Ośmioprzęsłowy, łukowy most północny z jazdą górą rozciągał się nie tylko nad nurtem Odry, lecz także jej terenami zalewowymi. Licząca trzy przęsła centralna część mostu północnego, przerzucona nad nurtem rzeki, zaakcentowana była silniejszymi filarami i znajdującymi się nad nimi otwartymi od strony chodnika wieżyczkami. Wieżyczki miały służyć jako przechowalnie narzędzi dla służb drogowych. Wjazdy na most północny akcentują wysmukłe obeliski, po dwa po każdej stronie pomostu. Balustrada z łukowymi przezroczami jest murowana z cegły klinkierowej i nakryta profilowanymi granitowymi płytami. Każdy z filarów mostu północnego spoczywa na trzech fundamentach studniowych. Filary wymurowano z granitu, zaś łuki przęseł – z cegły klinkierowej, pachwiny wypełniono betonem żwirowym i pustakami.
Budowę rozpoczęto w listopadzie 1895, w czerwcu 1896 fundamenty były już gotowe, a do października tego roku ukończono filary. W maju 1897 wszystkie przęsła były gotowe, zaś do sierpnia ukończono dekorację ścian bocznych, balustrady i jezdnię. Dopiero po ukończeniu mostu zaczęto budować nasypy dojazdowe, tak że uroczyste otwarcie miało miejsce w początku grudnia 1897. Łączny koszt mostu wyniósł 1.073.900 marek, z czego 80.000 stanowił wkład Królewskiej Dyrekcji Odry, a 278.300 zarządu prowincji śląskiej. Resztę kosztów poniosło miasto.
W latach 20. mosty otrzymały imię zamordowanego ministra spraw zagranicznych Walthera Rathenaua, zaś po II wojnie światowej nazwano je od pobliskiego osiedla. W okresie powojennym zlikwidowano ozdobne wieżyczki, zaś wzdłuż balustrad mostu zamocowano rurociągi. 15.10.1976 most Osobowicki został wpisany do rejestru zabytków. W latach 1987–1990 przebudowano gruntownie jezdnię i chodniki mostu, budując nawierzchnię asfaltową. Ponownie remontowano most około roku 2000.

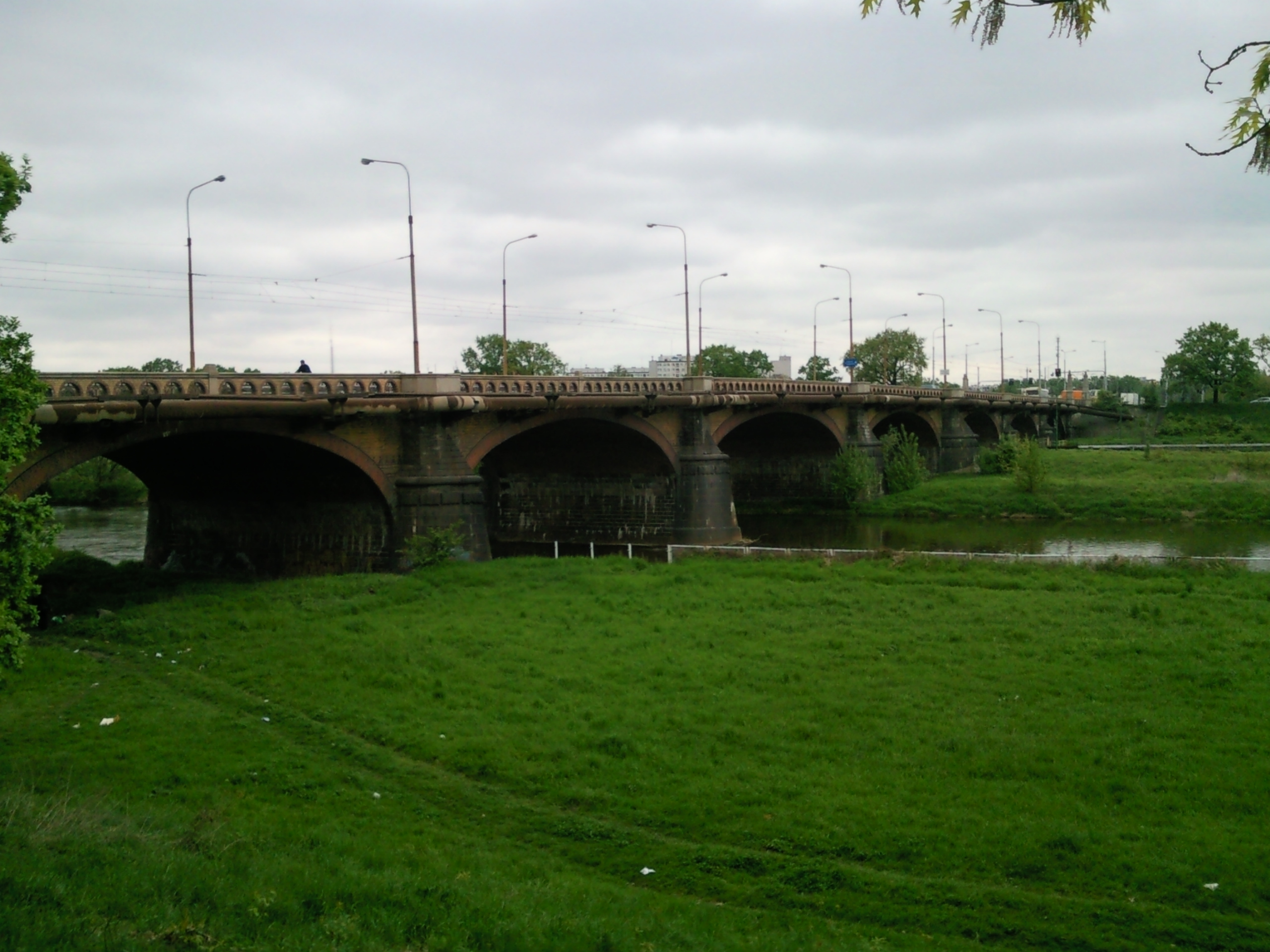
Most płn.
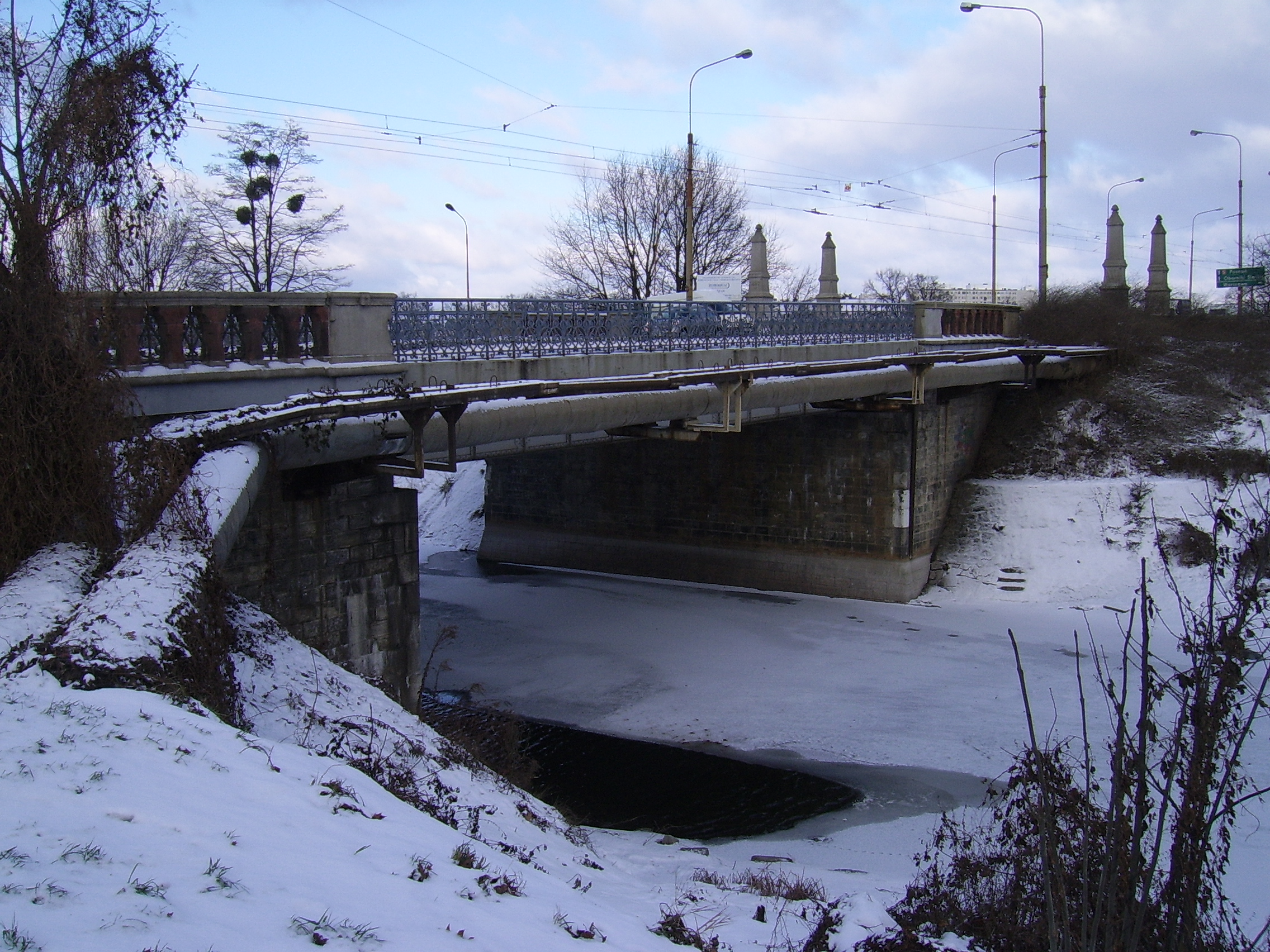
Most płd.
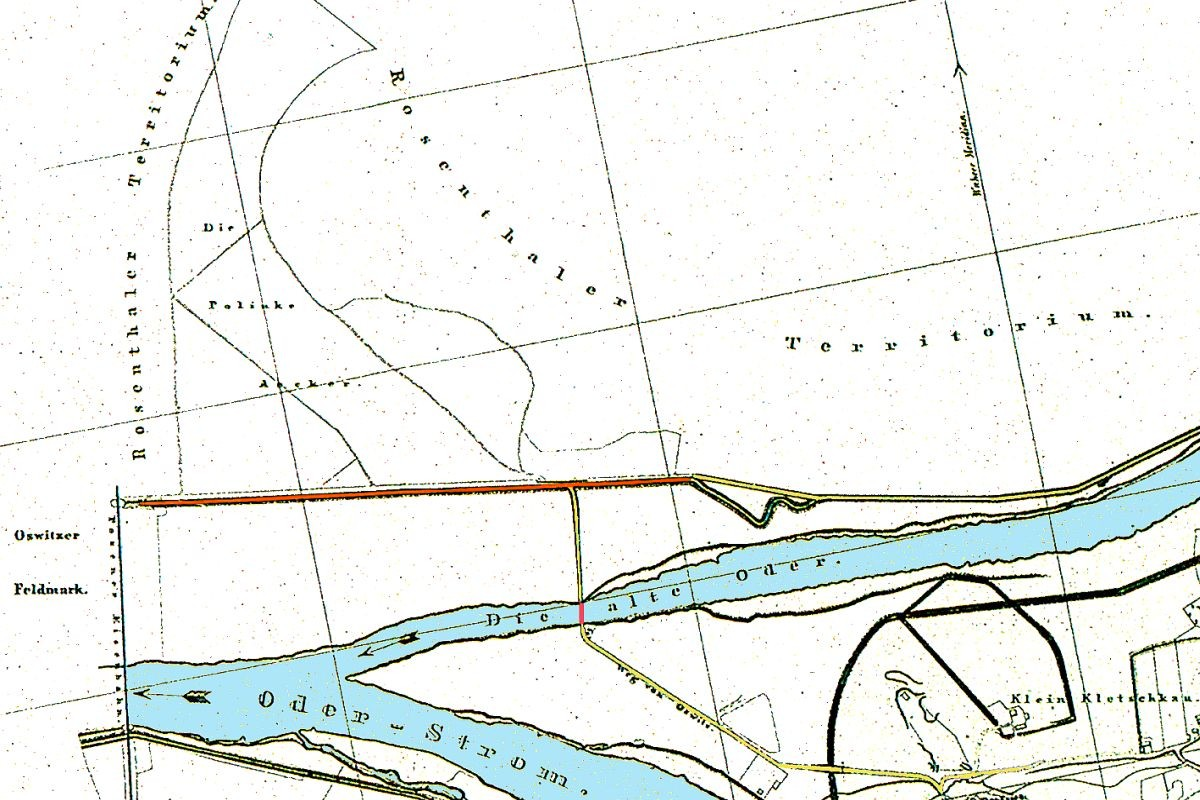
lokalizacja drewnianego poprzednika Mostu Osobowickiego w 1865
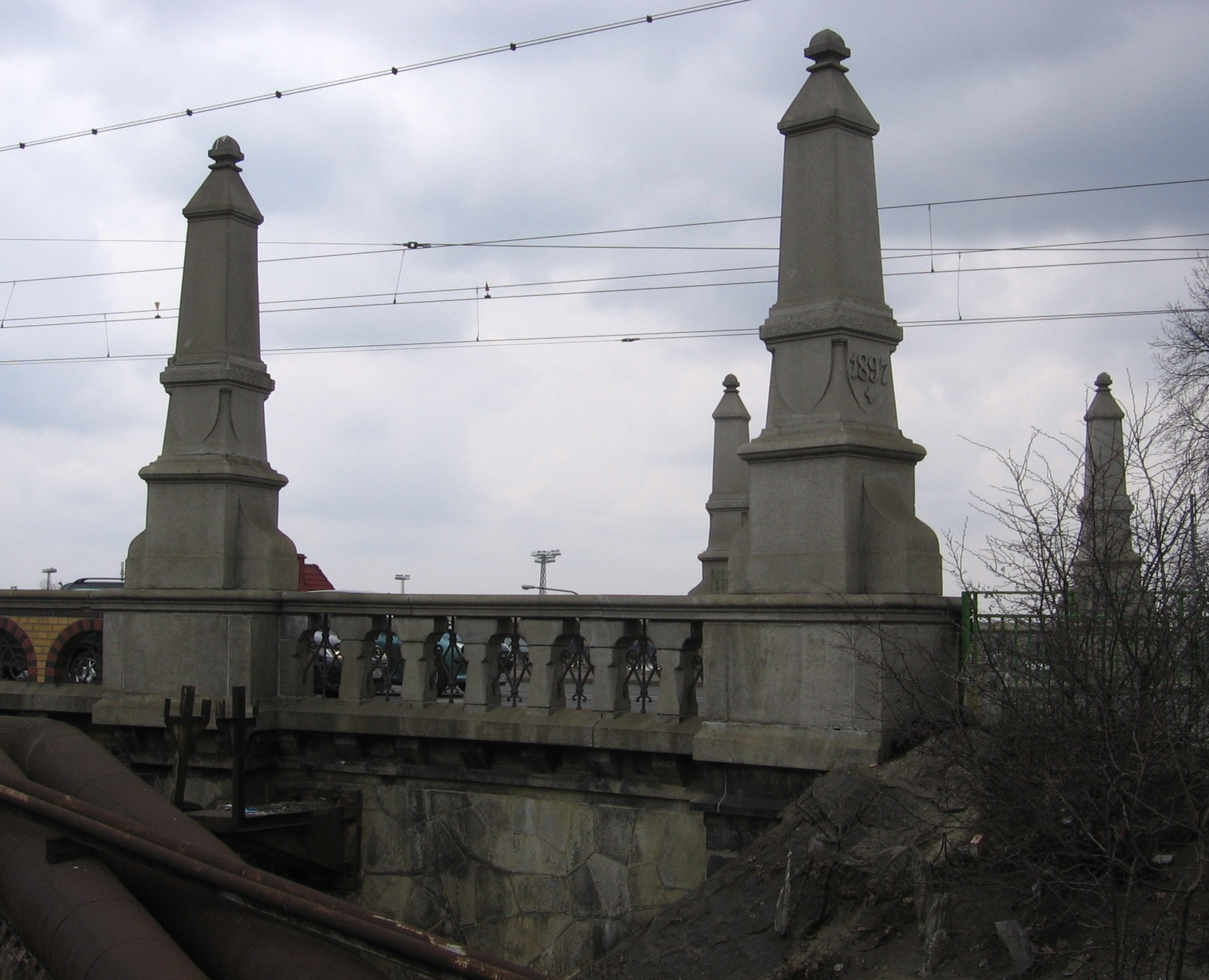
północny przyczółek mostu północnego
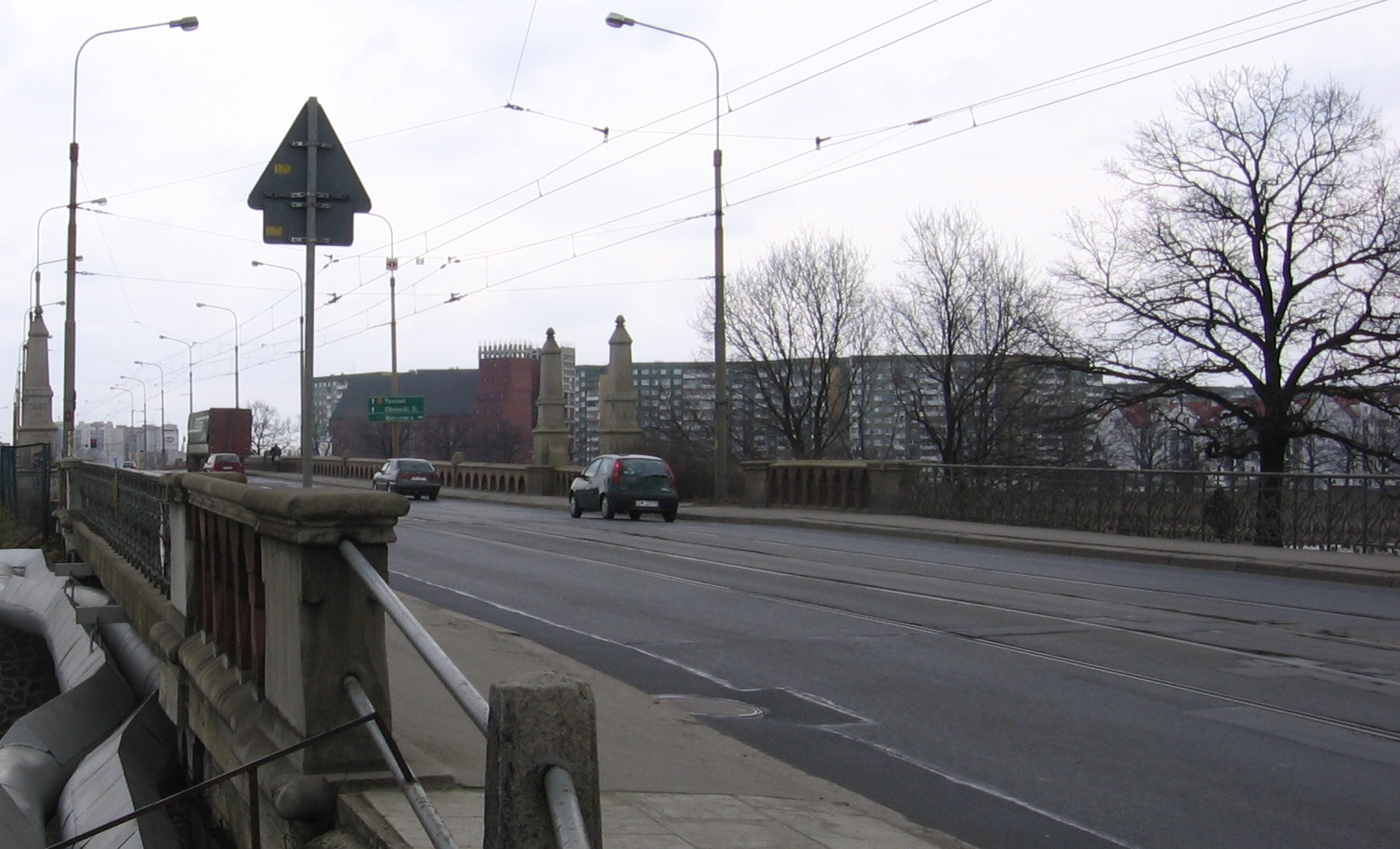
widok na most południowy, w głębi most północny